# Anders Nyborg (skuespiller)
 Der er flere personer med dette navn, se Anders Nyborg.
Anders Nyborg (født 19. juni 1963) er en dansk skuespiller og teaterleder.
Nyborg blev uddannet fra Skuespillerskolen ved Odense Teater i 1987. I 1994 grundlagde han Odense Internationale Musikteater, som han siden har været leder af.

## Filmografi
- Hjælp - Min datter vil giftes (1993)
- Kun en pige (1995)
- Ondt blod (1996)
- Sunes familie (1997)
- Det store flip (1997)
- Forbudt for børn (1998)
- Pink Prison (1999)
- Olsenbandens første kup' (1999-2000), TV series
- Monas Verden (2001)
- Olsen-banden Junior (2001)
- Elsker dig for evigt (2002)
- Anja efter Viktor (2003)
- Kongekabale (2004)
- De unge år (2007)
- Guldhornene (2007)

### Tv-serier
- Strisser på Samsø (et afsnit, 1998)
- TAXA (et afsnit, 1999)
- Finn'sk fjernsyn (2001)
- Mit liv som Bent (fire afsnit, 2001)
- Rejseholdet (to afsnit, 2002)
- Ørnen (et afsnit, 2005)
- Forbrydelsen (tre afsnit, 2007)
- Max, (fem afsnit, 2014)
- Sommer (et afsnit, 2008)
- Dicte (otte afsnit, 2014)
- Gidseltagningen (otte afsnit, 2017)
- Broen IIII (3 afsnit, 2018)